# Institute for New Economic Thinking
Das Institute for New Economic Thinking (INET) ist eine im Oktober 2009 gegründete Denkfabrik mit Sitz in New York mit dem Ziel, neue, alternative Denkansätze für die Volkswirtschaftslehre zu entwickeln. Geschäftsführer des INET-Instituts ist der Wirtschaftswissenschaftler Robert Johnson, früherer Managing Director des Hedge-Fonds Soros Fund Management.

## Ziele
Ziel des INET ist es, neue Ideen in der Volkswirtschaftslehre voranzutreiben.
Dazu führt das Institut Forschungsarbeiten durch oder gibt diese in Auftrag. Des Weiteren werden Foren, unter anderem eine große jährlich stattfindende Plenarsitzung, veranstaltet, Lehrpläne entwickelt und junge Wissenschaftler gefördert.

## Geschichte
Unter den Eindrücken der Weltfinanzkrise 2007–2008 schlossen sich Anatole Kaletsky, Roman Frydman, Rob Johnson und George Soros 25 Volkswirtschaftlern, Journalisten und Finanzinvestoren in Bedford im US-Bundesstaat New York an, um über die Notwendigkeit eines neuen Konsens in der Volkswirtschaft zu diskutieren. Ergebnis dieser Diskussion war unter anderem die Gründung des INET. Executive Director wurde Robert Johnson. George Soros finanzierte die Projektgründung mit einmalig 50 Millionen sowie jährlich 5 Millionen (limitiert auf zehn Jahre beginnend im Jahr 2019) US-Dollar.
Der Gründungsbeirat sind unter anderem die Nobelpreisträger George Akerlof, Sir James Mirrlees, A. Michael Spence und Joseph Stiglitz. sowie Jeffrey Sachs, Willem Buiter, Markus K. Brunnermeier, Robert Dugger, Duncan Foley, Thomas Ferguson, Roman Frydman, Ian Goldin, Charles Goodhart, Anatole Kaletsky, John Kay, Axel Leijonhufvud, Perry Mehrling, Y.V. Reddy, Kenneth Rogoff, John Shattuck, William R. White und Yu Yongding.
Im Jahr 2011 beteiligte sich Research-in-Motion-Gründer Jim Balsillie mit weiteren 25 Millionen US-Dollar, wobei sein Centre for International Governance Innovation (CIGI) ein wichtiger Partner für INET wurde.
Große mediale Aufmerksamkeit erhielt das Institut mit seiner zweiten Konferenz, die 2011 im Mount Washington Hotel stattfand.
2012 wird Bill Janeway, der bereits Mitglied des Verwaltungsrats des Instituts ist, über seine Pyewacket Foundation durch eine Schenkung von 25 Millionen US-Dollar Mitgründer von INET.
Ebenfalls im Jahr 2012 formiert sich im Rahmen der jährlichen Konferenz von INET in Berlin die Young Scholars Initiative (YSI).
Im Jahr 2014 baut das Institut mit 15 institutionellen Partnern in Nord- und Südamerika, West- und Osteuropa, Asien und Südasien seine globale Forschungspräsenz aus.

## Forschung

### Programme
Durch INET 7 werden Programme gefördert, die von Wirtschaftswissenschaftlern in Zusammenarbeit mit jüngeren Professoren und Doktoranden geleitet werden.
1. Commission on Global Economic Transformation (Führung durch Joseph Stiglitz und Michael Spence) hat das Ziel, ein neues Denken und neue Regeln für die Weltwirtschaft zu fordern.
2. Financial Stability (Führung durch Thomas Ferguson) versucht Instabilität in den Bereichen Finanzen, Makroökonomie und Geldwirtschaft zu verstehen und neue Wege daraus abzuleiten.
3. Human Capital and Economic Opportunity (Führung durch James Heckman, Robert Dugger, und Steven Durlauf) ist eine interdisziplinäre Arbeitsgruppe, die biologische, soziologische und psychologische Perspektiven in traditionelle wirtschaftliche Fragen der Ungleichheit und des Humankapitals einbezieht.
4. Knightian Uncertainty Economics (KUE) (Führung durch Roman Frydman) überdenkt die Rolle der Märkte und der Regierungspolitik im Lichte unserer von Natur aus begrenzten Fähigkeit, wirtschaftliche und soziale Ergebnisse vorherzusehen.
5. Political Economy of Distribution (Führung durch Thomas Ferguson und Arjun Jayadev) untersucht Ungleichheit und Verteilung, Gebiete, die durch von den gängigen Wirtschaftswissenschaften nicht berücksichtigt werden.
6. Private Debt (Führung durch Rob Johnson, Adair Turner, Richard Vague und Moritz Schularick) mit dem Ziel, die Auswirkungen der Privatverschuldung auf die Wirtschaft darzulegen.
7. Secular Stagnation (Führung durch Gauti Eggertson, Rob Johnson, Neil Mehrotra, Lawrence H. Summers und Adair Turner) soll die Frage beantworten, ob langsameres Wachstum und sinkende Zinssätze das neue Maß sind.

### Partnerschaften
Das Institut unterhält Partnerschaften zu folgenden Universitäten und Institutionen um gemeinsam an Forschungsvorhaben zu arbeiten und Konferenzen zu veranstalten.
1. Asia Global Institute (Führung durch Victor K. Fung, Andrew Sheng und Michael Spence)
2. Azim Premji University (Führung durch Arjun Jayadev)
3. Boston University Global Development Policy Center (Führung durch Kevin Gallagher)
4. Cambridge-INET Institute (Führung durch Vasco M. Carvalho)
5. Centre for International Governance Innovation (CIGI) (Führung durch James Balsillie, Rohinton Medhora, Paul Jenkins und Domenico Lombardi)
6. Ewing Marion Kauffman Foundation (Führung durch Lara Kauffman)
7. Kiel Institute (Führung durch Dennis J. Snower)
8. The Institute for New Economic Thinking at the Oxford Martin School (Führung durch Eric Beinhocker, Ian Goldin, David Hendry und Doyne Farmer)
9. The Institute for New Economic Thinking at USC-Dornsife (Führung durch M. Hashem Pesaran)